# هولدن اچ‌دی
هولدن اچ‌دی (انگلیسی: Holden HD) مدلی از خودرو است که توسط خودروساز استرالیایی جنرال موتورز-هولدن از سال ۱۹۶۵ تا ۱۹۶۶ تولید شد. این دومین نسخه از سری هولدن HR بود و به عنوان یک نسخه به روز شده با پیشرفت‌ها و اصلاحات مختلف معرفی شد.

## طراحی و ویژگی‌ها
هولدن اچ‌دی دارای طراحی بدنه ای مشابه با مدل قبلی خود، HR بود، اما با برخی تغییرات محسوس. جلوپنجره جلو با طراحی برجسته‌تر میله‌های افقی بازطراحی شد و چراغ‌های جلو نیز بازسازی شدند. قسمت عقب خودرو دارای چراغ‌های عقب جدید و طراحی اصلاح شده سپر است. به‌طور کلی، اچ‌دی در مقایسه با مدل قبلی خود ظاهری مدرن و ساده‌تر داشت.

## موتور
یکی از پیشرفت‌های قابل توجه در مدل اچ‌دی، معرفی گزینه موتور جدید بود. در کنار موتور ۲٫۳ لیتری شش خطی موجود، هولدن یک موتور ۲٫۶ لیتری شش خطی بزرگتر را برای افزایش قدرت و عملکرد ارائه کرده‌است. این موتور ۱۱۴ اسب بخار (۸۵ کیلو وات) تولید می‌کرد و تجربه رانندگی نرم تری را ارائه می‌کرد.

## طراحی داخلی
در داخل کابین، اچ‌دی از نظر راحتی دارای ارتقاءهای مختلفی بود. طرح داشبورد اصلاح شد و ابزار دقیق جدیدی معرفی شد. صندلی‌ها برای ارائه پشتیبانی و راحتی برای سرنشینان جلو و عقب بازطراحی شدند. علاوه بر این، اچ‌دی با عایق صوتی پیشرفته‌ای عرضه شد که صدای جاده را برای یک سواری آرام‌تر کاهش می‌دهد.

## انواع
هولدن اچ‌دی در چندین سبک بدنه مختلف برای پاسخگویی به ترجیحات مختلف مشتریان در دسترس بود. اینها عبارت بودند از:
1. سدان: نوع سدان محبوب‌ترین انتخاب در بین خریداران بود. برای حداکثر شش مسافر صندلی ارائه می‌کرد و صندوق عقب جادار برای نگهداری چمدان داشت.
2. استیشن واگن: نوع استیشن فضای بار اضافی را در عقب فراهم می‌کرد و برای خانواده‌ها یا افرادی که به ظرفیت ذخیره‌سازی اضافی نیاز دارند، مناسب است.
3. پنل ون: نوع پانل ون اساساً برای استفاده تجاری طراحی شده‌است. دارای یک فضای بار بزرگ در پشت است که آن را برای حمل کالا یا تجهیزات ایده‌آل می‌کند.
4. نوع کاربردی که به عنوان پیکاپ نیز شناخته می‌شود، کاربردی بودن یک سدان را با تطبیق پذیری یک تخت حمل بار ترکیب می‌کرد. به‌طور گسترده توسط تاجران و کشاورزان برای اهداف مختلف استفاده می‌شد.

## میراث و تأثیر
هولدن اچ‌دی در طول دوره تولید خود با استقبال خوبی از سوی بازار استرالیا مواجه شد. این شرکت همچنان به موفقیت مدل قبلی خود، اچ‌ار، ادامه داد و موقعیت هولدن را به عنوان یک برند پیشرو در صنعت خودرو در استرالیا مستحکم کرد.
مدل HD چندین پیشرفت را معرفی کرد که تجربه رانندگی و راحتی را برای رانندگان و سرنشینان افزایش داد. طراحی مدرن و ویژگی‌های به روز شده آن برای طیف گسترده‌ای از مشتریان جذاب بوده و به محبوبیت آن کمک کرده‌است.
از نظر عملکرد، معرفی گزینه موتور ۲٫۶ لیتری بزرگتر باعث افزایش قدرت و بهبود شتاب شد. این امر اچ‌دی را در بخش خود رقابتی تر کرد و علاقه مندانی را که به دنبال تجربه رانندگی با روحیه تر هستند را به خود جلب کرد.
به‌طور کلی، هولدن اچ‌دی نقش مهمی در شکل‌دادن به شهرت هولدن به عنوان یک خودروساز مبتکر و آینده نگر در استرالیا ایفا کرد. موفقیت آن راه را برای مدل‌های آینده هموار کرد و موقعیت هولدن را در صنعت خودروسازی استرالیا بیشتر مستحکم کرد.